# Claude Léveillée
 (juin 2011).
Pour les articles homonymes, voir Léveillée.
Claude Léveillée, né le 16 octobre 1932 à Montréal et mort le 9 juin 2011 à Saint-Benoit-de-Mirabel, est un acteur, un pianiste et un auteur-compositeur-interprète québécois, qui marque sa génération. Il lègue plus de 400 chansons, de nombreuses musiques instrumentales et quelques comédies musicales.
Claude Léveillée est cofondateur du regroupement Les Bozos, en 1959, l'année où il rencontre Édith Piaf. Pour elle, il aura composé quelques chansons (dont Les Vieux pianos, Ouragan, Boulevard du crime). Il compose ensuite pour plusieurs chanteuses québécoises, dont Julie Arel (Merci à toi en 1976) et Nicole Martin (Il est en nous l'amour en 1985 ainsi que Mon père et ma mère et On s'aimera en 1987). Il se produit en France et en Union soviétique (URSS), ainsi qu'en Belgique, en Suisse et jusqu'au Japon. Il est également acteur (notamment, dans La Ligne de démarcation, en 1966, et dans la série Scoop de 1991 à 1994).

## Biographie

### Jeunesse

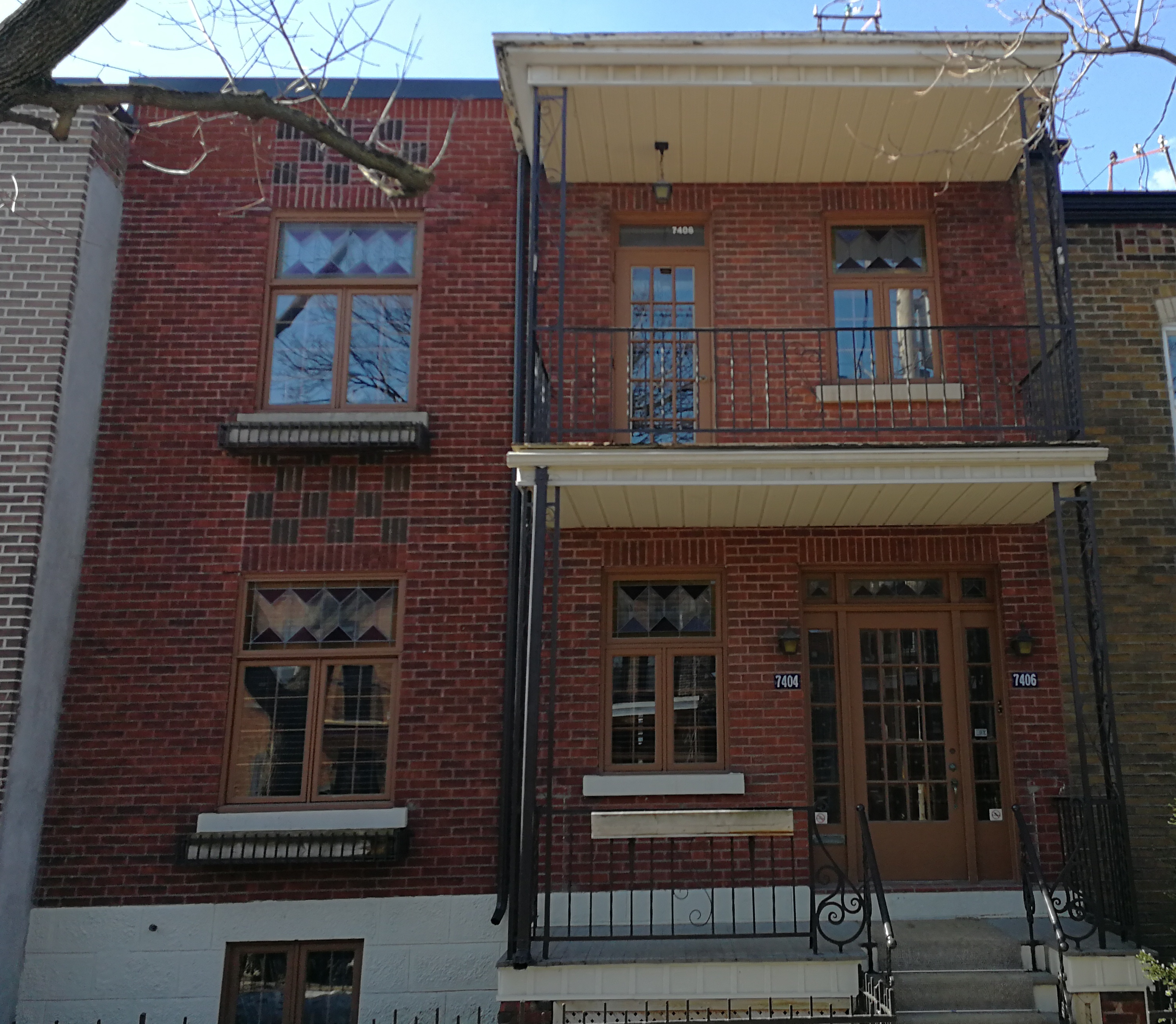
Maison de naissance de Claude Léveillée dans le quartier Villeray à Montréal

Joseph Gérard Adolphe Claude Léveillée est né le 16 octobre 1932 au 7406 de la rue Drolet à Montréal. Ses parents se nomment Pierre Léveillée (1901-1992) et Laurette Lalande (1901-1995). Claude est leur deuxième enfant de trois, Jean étant l’aîné et Raymonde la cadette. Les Léveillée initient très jeunes leurs enfants à la musique. Les talents de musicienne, pianiste, de sa mère, et de chanteur ténor de son père, influencent l'enfance de Claude, qui déjà s'intéresse à l'improvisation au piano, sans cependant suivre de formation musicale. Sa mère jouant au piano et son frère au violon, Claude Léveillée complète l'ensemble en jouant de l'accordéon ou de l'harmonica.
Il s'initie au spectacle en jouant de l’accordéon dans les rues de Montréal, où il reçoit ses premiers applaudissements.

### Études
Claude Léveillée s'inscrit au Collège André-Grasset en 1947, puis au Collège de Montréal en 1951. Il éprouve certaines difficultés au sein de l'institution scolaire, trouvant le temps long, enfermé entre des murs de pierre. Il lui arrive parfois de se distraire avec son petit accordéon Comtessa et de sortir son répertoire folklorique avec des rythmes gais.
En 1954, à l'âge de 21 ans et muni de son baccalauréat ès-arts à l'issue du cours classique, il s'inscrit à l'Université de Montréal en sciences économiques, politiques et sociales. Démontrant peu d'enthousiasme en classe, il découvre, dans un local de l'université, un vieux piano, dont la musique lui vaut la rencontre d’Élizabeth Chouvalidzé, qui lui ouvre ses horizons sur la culture européenne.

### Débuts artistiques
En octobre 1955, soutenu par son amie Élizabeth, Léveillée fait une montée sur scène à l'Université de Montréal, dans la revue Bleu et Or avec un numéro de Gilbert Bécaud et de Liberace. Il est remarqué par Noël Gauvin, réalisateur de l'émission de télévision Music-Hall. Ce dernier approche Léveillée pour composer la chanson Montréal pour la chanteuse Andrée D’Amour.
Toujours poussé et encouragé par Élizabeth Chouvalidzé, Claude Léveillée produit des compositions musicales et poétiques. Trois mois plus tard, il commence à mettre ses poèmes en musique. En 1955, il crée sa première chanson, Tes Rêves. Elle est présentée au concours du Chœur Bleu et Or, de l'Université de Montréal. Il fait une apparition à l'émission Music-hall, où il interprète quelques-unes de ses chansons. À la cantine de l'université, Élizabeth et Claude passent une audition à la Société Radio-Canada pour des rôles de figurants. Ils rencontrent Claude Caron, qui se souvenait des interprétations à l'accordéon de Léveillée. Caron lui offre alors le rôle de Bozo dans la télésérie La Rivière perdue du Père Ambroise Lafortune.
Après deux ans, il abandonne l'université et les sciences sociales. En 1956, il joue dans « Le Secret de la rivière perdue » à la télévision de Radio-Canada; il y crée aussi un personnage pour enfants, Clo-Clo (décors, scénario, texte et musique), à l'émission « Domino » (1957-59, 1961-62). Léveillée y compose des centaines de chansons.
Il rencontre Paul Buissonneau dans les murs de l'École des beaux-arts de Montréal, où il s'occupe de la partie musicale de la reprise de Orion le tueur au Centre Saint-André-Apôtre en 1956. Buissonneau offre à Léveillée de faire la première partie de la prochaine pièce qu'il monte, La Tour Eiffel qui tue, présentée du 4 au 9 mars 1957 à la salle du Gesù à Montréal et le 25 mai à Edmonton. En 1957, Claude Léveillée fait la trame sonore de La Belle Rombière de Guillaume Hanoteau et Jean Clevers. En 1958, il tient le rôle principal dans la pièce Les Oiseaux de lune de Marcel Aymé.
Il est cofondateur du groupe les Bozos, en 1959, avec six autres jeunes chansonniers québécois. La même année, il inscrit une de ses œuvres (« Les vieux pianos ») à la troisième édition du Concours de la Chanson canadienne. Cette chanson, retenue parmi les douze finalistes, est enregistrée peu après, par Micheline Manseau, sur un rythme de piano honky tonk qui souligne l'aspect nostalgique des paroles (« […] vous n'êtes plus de notre temps […] ») : c'est la première trace discographique de Claude Léveillée, le pianiste devenu auteur-compositeur.

#### Séjour chez Édith Piaf
Le 12 juin 1959, sous l'influence de Paul Buissonneau et de son épouse Françoise, qui incitent Édith Piaf à aller dans la petite boite de chansonniers Chez Bozo, Claude Léveillée rencontre l'artiste. Cette dernière l'invite à venir composer des chansons pour elle à Paris, en août. Le temps passé en France auprès de la chanteuse est une expérience très enrichissante pour Claude Léveillée et contribue à établir sa propre notoriété. Bien des années plus tard, Léveillée évoquera sa collaboration avec Piaf dans le documentaire 67 bis boulevard Lannes, réalisé par Jean-Claude Labrecque.
Il revient au Québec en 1960. Édith Piaf enregistre plusieurs des chansons qu'il a écrites pour elle (dont Boulevard du crime, Ouragan et Le Vieux piano, version de Les Vieux pianos singularisée par un tiers) puis meurt, en 1963.

### Années 1960 et 1970
En 1961, Léveillée est directeur artistique de la petite « boîte à chansons » Le Chat noir, à Montréal, où il engage Gilles Vigneault et lui demande après sa prestation s'il a d'autres textes à mettre en musique. C'est ainsi que Léveillée obtient plusieurs textes de Vigneault (dont certains écrits en sa présence), et qu'il sera le compositeur d'une trentaine d'entre eux, dont Le bout du monde, Le chemin de prairie, Il en est passé, Avec nos yeux, L'Équateur, Les nuages, Comme guitare… et (sur une musique de style russe) L'hiver, « qu'a admirablement chantée Monique Leyrac » ainsi que les autres chansons, sur l'album Monique Leyrac chante Léveillée et Vigneault (1963).
À la suite de son expérience en France, Claude Léveillée remporte le Grand Prix du disque canadien de la radio de CKAC en 1962.
Le 23 avril 1963, en compagnie de Paul Buissonneau, Yvon Deschamps et Jean-Louis Millette, il cofonde le Théâtre de Quat'Sous.
Au cours des années 1960, il produit plusieurs succès tels Les vieux pianos, Frédéric, La légende du cheval blanc, Le rendez-vous (paroles de Gilles Vigneault), La scène, Emmène-moi au bout du monde et Soir d'hiver (poème d'Émile Nelligan).
En 1963, il fait la partie musicale du spectacle Les Éphémères, monté par Paul Buissonneau avec, entre autres, Yvon Deschamps et Jean-Louis Millette. À cause de conflits syndicaux, le spectacle est annulé. Léveillée enregistre toutefois la musique qu’il avait composée. Par la suite, pour Louis-Georges Carrier, directeur du Théâtre de la Marjolaine, Léveillée écrira la musique de plusieurs comédies musicales comme Doux temps des amours, livret de Carrier et d'Éloi de Grandmond, présentée à l'été 1964 comme 'la 1ère comédie musicale canadienne française', ou Ne ratez pas l’espion, dont le livret est écrit par Carrier en collaboration avec Hubert Aquin.
Il est le premier chansonnier québécois à se produire seul à la Place des Arts (en 1964).
Il remporte le Grand prix du disque en 1966. Il connaît un certain succès avec son disque 1 voix 2 pianos sorti en 1967, un disque au son mélancolique et influencé par le jazz sur lequel il travaille avec son ami André Gagnon (l'autre piano) et la choriste Nicole Perrier (la voix). Il continue aussi dans la comédie musicale avec Elle tournera la terre en 1967 présentée à la Comédie-Canadienne de Montréal, la même année. Le 21 mai 1967, il interprète la chanson Le rendez-vous à l'émission américaine Ed Sullivan Show, exceptionnellement diffusée en direct de Montréal, à l'occasion de l'Exposition universelle qui s'y tient alors.
En 1968, accompagné d'André Gagnon, Léveillée fait une tournée de 26 récitals en URSS.
Au début des années 1970, il produit des chansons remarquées telles L'étoile d'Amérique, Cheval de bois, Si jamais et Marie Rose. En 1972, il représente le Canada au Festival de la chanson de Sopot en Pologne. La même année, il repart en tournée en URSS. Au milieu des années 1970, Claude Léveillée électrifie quelque peu sa musique et produit des textes engagés : Les amoureux de l'an 2000, Ce matin un homme, Ce soir si on s'aimait, Les filles de l'Acadie illuminent ces années d'intenses créations.
En 1976, il donne une série de concerts à la Place des Arts, participe au spectacle des 5 grands sur la montagne (Une fois cinq) et présente quelques concerts avec Félix Leclerc à l'Île d'Orléans (Le temps d'une saison). La même année, il donne à Julie Arel la chanson Merci à toi. En 1978 et 1979, il fait place à la musique instrumentale avec Black Sun (incursion dans la musique progressive) et Escale 80.

### Années 1980
En 1980, il perd son unique enfant, Pascal, qui meurt à 20 ans. Léveillée entreprend une tournée intime en 1980 qui débute au Théâtre de Quat'Sous à l'automne. En 1982, il sort un nouvel album de chansons dans lequel on retrouve Le coyote, La grande vie et Les fils de la liberté. Quelques tournées en Suisse, de 1981 à 1984, lui valent d'être pleinement reconnu dans ce pays. Accompagné de Claude Gauthier et Pierre Létourneau, Léveillée participe au Québec à la tournée Trois fois chantera en 1984.
Il présente en 1985 le spectacle commémoratif Tu t’rappelles Frédéric avec son ami André Gagnon et participe cette année-là à la Fondation Québec-Afrique en chantant dans le projet collectif Les Yeux de la faim, l'équivalent québécois de 'We are the world'. Il compose également la chanson Il est en nous l'amour, pour Nicole Martin, sur un texte de Pierre Létourneau. La chanson obtient un tel succès qu'elle entre en lice au gala de l'ADISQ de l'année suivante.
En août 1986, il épouse Hélène LeTendre LeBlond, à Lutry en Suisse. Elle est journaliste, chroniqueuse et animatrice à la télé québécoise. Ils resteront mariés jusqu'au décès de Claude en 2011.
La même année 1986, il entreprend une série de concerts instrumentaux ayant pour titre Un homme, un piano. En 1987, il partage la scène avec Renée Claude le temps de quelques concerts intitulés Partenaires dans le crime, puis compose de nouveau pour Nicole Martin les chansons On s'aimera et surtout Mon père et ma mère, titre pour lequel il joint sa voix à celle de l'interprète en tant que choriste. Ces deux chansons se retrouvent sur l'album Histoires de femmes de Madame Martin. En 1988, les restaurants McDonald's utilisent sa chanson Frédéric pour l'adaptation québécoise de la campagne publicitaire autour du personnage Mac Tonight, rebaptisé Pierrot McDo. En 1989, il sort l'album Enfin revivre.

### Années 1990 à 2000
Au début des années 1990, Léveillée obtient le rôle de l'homme d'affaires et magnat de presse Émile Rousseau dans la télésérie Scoop, dont il compose également la trame musicale. La série, diffusée de 1992 à 1995, connaît un très gros succès et permet à Léveillée de conquérir un nouveau public.
En 1994, il enregistre l’album Mes années 60, qui reprend ses vieux succès. Il produit par la suite 3 albums mi-instrumentaux et mi-contes pour enfants : Rêves inachevés (1998), Rêves inachevés vol 2 (1999) et Non stop le rebel (2000). Ses dernières chansons se retrouvent sur Mes années 80 (1996) et Cœur sans pays (2008). Sur scène, il continue de se produire à la Place des Arts en 1994, 1997 et 2003. N'abandonnant pas le métier d'acteur, il apparait brièvement au cinéma dans les films L'Homme idéal, de George Mihalka, et La Conciergerie de Michel Poulette. Il fait un retour à la télévision en 2002, alors qu'il incarne un ancien professeur à la santé mentale fragile dans la télésérie Tabou.
Le 27 avril 2004, sur scène à l'âge de 71 ans, il subit un premier accident vasculaire cérébral et un deuxième le 20 octobre suivant : il en est gravement handicapé. Après un long séjour à l'hôpital et une certaine réadaptation, il est ramené chez lui, à sa demande, et peut y demeurer grâce aux initiatives d'amis, qui lui assurent le maintien et le financement des soins.
En 2008 paraît le deuxième et dernier tome de sa biographie; l'année suivante Bibliothèque et Archives nationales du Québec (BAnQ) acquiert le fonds d’archives de Claude Léveillée. Le fonds y est toujours conservé.

### Année 2011
Le 5 mai 2011, le Mouvement national des Québécoises et Québécois décerne à Guy Latraverse et aux artisans du spectacle "1 fois 5" le prix « Artisan de la Fête nationale du Québec 2011 » dans le but de souligner le 35e anniversaire du concert patriotique qui a grandement marqué l'histoire de la chanson québécoise en pleine période souverainiste. Claude ne pouvait pas se présenter à la conférence de presse en raison de son état de santé fragile. Alors, il prit la peine de faire un témoignage vidéo qui fut sa dernière apparition en public avant son décès survenu le mois suivant.
Le 4 juin 2011, Claude Léveillée est terrassé, à son domicile, par un troisième accident vasculaire cérébral et en perd la parole. Le 9 juin 2011, il meurt paisiblement des suites de cette hémorragie cérébrale, à l'âge de 78 ans.
Ses obsèques ont lieu le 18 juin à la basilique Notre-Dame de Montréal (pouvant accueillir 1 500 personnes). La cérémonie, conduite par l'abbé Raymond Gravel, est transmise en direct sur RDI; André Gagnon est au piano pour la cérémonie. Ce jour-là, le drapeau de l'hôtel du parlement, à Québec, est mis en berne (comme ce fut le cas pour Alys Robi, peu de temps auparavant). La veille, le public est invité à défiler près du cercueil, à la Place des Arts,. Claude Léveillée est par la suite conduit au Cimetière Notre-Dame-des-Neiges, où il est inhumé auprès de ses parents et de son fils.

## Discographie
L'œuvre musicale et poétique de Claude Léveillée se distingue par son lyrisme et son expressivité théâtrale. Elle explore les thèmes de l'expérience amoureuse, de la nostalgie, de l'aspiration à la liberté, d'un pays immense, de la solitude, de la traversée d'une existence souvent absurde. Pianiste créatif, Léveillée donne sa pleine mesure dans les orchestrations marquées par le romantisme, les rythmes dramatiques, les harmonies et lignes mélodiques subtiles. Et, Léveillée « avait un don : il savait mettre la bonne syllabe sur la bonne note, il savait rendre chantants les mots et parlantes les notes. » Et « son piano était un orchestre à lui tout seul […] pas son accompagnement mais son duettiste, aussi chantant que lui. »
La plupart des versions originales des succès de Claude Léveillée sont aujourd'hui disponibles sur CD, notamment sur les coffrets doubles Émergence (Sony, 1997) et Mes immortelles, je vous les confie (Aube, 2003). En novembre 2012, le mythique album Léveillée-Gagnon, fait enfin l'objet d'une réédition intégrale. Ce véritable trésor de la culture musicale québécoise paru en 1965 témoigne d'une époque en ébullition et d'une œuvre de qualité toujours d'actualité.

### Albums
- 1962 Claude Léveillée (Columbia, FL-289)
- 1963 Claude Léveillée (Columbia, FL-303)
- 1963 Clo-Clo à la ferme (Harmonie, HFL-8001)
- 1964 Claude Léveillée à Paris (Columbia, FL-318)
- 1964 Noël avec Clo-Clo (Harmonie, HFL-8003)
- 1965 Léveillée – Gagnon (Columbia, FL-331; Réédité en 2012, Audiogram)
- 1966 Claude Léveillée à Paris, volume 2 (Columbia, FL-339)
- 1966 Léveillée plus dix (Columbia, FL-346)
- 1967 Un simple soldat (Columbia, FL-351)
- 1967 Une voix, deux pianos (Columbia, FS-662; Réédité en 2014, Audiogram)
- 1967 Elle tournera la terre (Columbia, FS-677)
- 1970 L'étoile d'Amérique (Leko, KS-100)
- 1971 Claude Léveillée (Leko, KS-101)
- 1971 Si jamais (Leko, KS-102)
- 1971 If Ever (Leko, KS-103)
- 1972 Cheval de bois (Barclay, 80125)
- 1972 Contact (Barclay, 80147)
- 1972 Clo-Clo et Bibi en vacances (Album pour enfants réalisé avec Bernadette Morin et Gérard Manset) (Barclay, 10021)
- 1973 Les Amoureux de l'an 2000 (Barclay, 80174)
- 1974 Les Beaux Dimanches (Barclay, 80202)
- 1975 On remonte en amour (Barclay, 80216)
- 1978 Black Sun (Polydor, 2424.171)
- 1978 Le long voyage, volume 1. (Claude Léveillée raconte la création de ses chansons) (Polydor, 2457.104)
- 1979 Rassemblement (Kébec-Disc, KDM-975)
- 1979 Escale 80 (CAM, CML-2006; Réédité en 1984 sous le titre de Escale 84 : Amplitude, PS-2504)
- 1982 Claude Léveillée (Pro-Culture, PPC 6019)
- 1989 Enfin revivre (GMD, 1303-27; Réédité avec titres supplémentaires en 1995 : Aube, 0295CD)
- 1994 Mes années '60. (Nouveaux enregistrements) (Aube, CD-0294)
- 1997 Un homme, un piano. (Nouveaux enregistrements) (Aube, CD-0298).
- 1998 Rêves inachevés (Aube, CD2 0299)
- 1999 Blanche la bien-aimée (Rêves inachevés vol. 2) (Aube, CD-2-301)
- 2000 Non-stop le rebel (Aube, AUBECCD2304)
- 2008 Cœur sans pays (De L'Aube, AUBECD0307)

### Simples
- 1962 Frédéric – Par delà les âges (Columbia, C4 6888)
- 1963 Frédéric – Ne dis rien – Avec nos yeux – Par delà les âges (Columbia, EP 5642)
- 1963 Taxi – Je viendrai mourir – Tu m'auras donné – L'hiver (Columbia, EP 5914)
- 1965 Le doux temps des amours – Rappelle-toi le temps (avec Andrée Lachapelle) (Columbia, CT 33105)
- 1966 Le chemin du roy – À ceux qui cherchent des châteaux (Columbia, C4 6951)
- 1966 Chez Larry – Que m'importe (Columbia, C4 6977)
- 1967 Tournera la terre (avec Lise Lasalle) – Et puis la neige vint (avec Andrée Lachapelle) (Columbia, C4 6988)
- 1969 Pour les amants – Il y a longtemps (Columbia, C4 7024)
- 1969 Si j'appelle Montréal – Où va mon cœur (Columbia, C4 7049)
- 1985 Les yeux de la faim – Les yeux de la faim (Fondation Québec-Afrique, projet collectif « Les Yeux de la faim ») (Kébec-Disc, KD-12-1985; Réédition Kébec-Disc, KD-1985)

### Concerts
- 1964 Claude Léveillée à la Place des Arts. (Enregistré en avril 1964) (Columbia, FL-311)
- 1976 Place des Arts 1976. (Enregistré en février 1976) (Le manoir, 911-912)
- 1999 Au temps des boîtes à chansons. (En spectacle à la Butte-à-Mathieu de Val-David en 1962) (Riche-Lieu, RIC 2 9951)

### Compilations
- 1968 Dix ans de chanson (Columbia, F3S 300)
- 1969 Le Cérémonial de l'amour (Columbia, FS-726)
- 1991 Les grands succès (Sony Musique, BUK-50217; Réédité en 2006 sous le titre « Collections » : Sony BMG, 82876829452)
- 1995 Mes années '70 (Aube, CD-0296)
- 1996 Mes années '80 (Aube, CD-0297)
- 1997 Claude Léveillée - Émergence (Sony Musique, C2K 91057)
- 2003 Mes immortelles, je vous les confie (Aube, AUBECCD2305)

### Collaborations et performances en tant qu'artiste invité
- 1965 La voix (Ballet crée pour Edith Piaf mis en musique par Claude Léveillée sur un livret de Michel Rivgauche). (Pathé, 67193)
- 1972 La vie est belle. (Poèmes de Guy Godin sur des musiques de Claude Léveillée) (Barclay, 80140)
- 1974 Complicité. On ne sait plus. (Autres titres par divers interprètes). (Barclay, 80180)
- 1976 1 fois 5. (Avec Gilles Vigneault, Jean-Pierre Ferland, Robert Charlebois et Yvon Deschamps / Enregistré les 21 et 23 juin 1976) (Kébec-Disc, KD-923/924; Réédité en 1990 : Gestion Son Image, GSI-2117; et GSI Musique (2010), GSIDVD-0578)
- 1976 Le temps d'une saison. (En spectacle avec Félix Leclerc) (Polydor, 2675.144)
- 1979 La légende du petit ours gris / Le journal d'un chien. (Contes pour enfants récités par Félix Leclerc sur des musiques de Claude Léveillée[3],[16]) (Polydor, 2424.196)
- 1980 Je vous entends chanter. (Avec Gilles Vigneault, Monique Leyrac, Fabienne Thibeault, Michel Rivard, Pauline Julien et Nicole Croisille / Enregistré à la Place-des-Nations le 5 septembre 1980) (Kébec-Disc, KD-507/508)
- 1996 La mémoire des boîtes à chansons. Frédéric. (Autres titres par divers interprètes / Enregistré en mai 1996 au Spectrum de Montréal) (DisQuébec, QUÉC-2-1108)
- 1998 Gagala. Imagination. (Autres titres par divers interprètes) (Firma, FM 2 0015)
- 2000 Isabelle Boulay - Scènes d'amour. Frédéric (en duo avec Isabelle Boulay) (Sidéral, SIDCD-2702)
- 2003 Marie-Denise Pelletier - Les mots d'Eddy Marnay. Le premier amour du monde (en duo avec Marie-Denise Pelletier) (Disques Victoire, VIC2-1843).

### Hommages
- 1975 Claude Léveillée - Dix succès pour toi. (Versions instrumentales, orchestrations de Gérard Manset) (1975, Barclay, 80206)
- 2005 Le temps d'une chanson, le temps de dire je t'aime. (Disque hommage à Claude Léveillée) (Aube, AUBECCD0306).
- Depuis 2013, le Studio-Théâtre de la Place des Arts à Montréal est officiellement devenu la Salle Claude-Léveillée[17].

## Filmographie

### Comme acteur

#### Cinéma
- 1966 La Ligne de démarcation, film de Claude Chabrol — Le capitaine Duncan Presgrave, l'Anglais
- 1989 Jésus de Montréal, film de Denys Arcand — Un professeur de théologie[18]
- 1990 67 bis boulevard Lannes, documentaire de Jean-Claude Labrecque — Lui-même (remémoration de 1959, à Paris, chez Piaf)
- 1994 Meurtre en musique, film de Gabriel Pelletier — Alex Fugères
- 1996 L'Homme idéal, de George Mihalka — confrère de Pierre
- 1997 La Conciergerie, de Michel Poulette — L'éditeur
- 2004 La lune viendra d'elle-même, film de Marie-Jan Seille — Monsieur Langlois

#### Télévision
- 1956 La Rivière perdue, d'Ambroise Lafortune (SRC) — Bozo
- 1957 La Lanterne magique (SRC)
- 1957-1959 et 1961-1962 Domino (SRC) — Tintinet, renommé Clo-Clo le clown; coscénariste, scripteur, concepteur du décor et auteur-compositeur de centaines de chansons enfantines
- 1958 La Rivière perdue : Les Enfants de la rue, dramatique de Réginald Boisert (SRC) — réalisation de Claude Caron
- 1960-1962 La Côte de sable, téléroman de Marcel Dubé (SRC) — réalisation de Louis-Georges Carrier
- 1962 Par-delà les âges, dramatique de Jean-Robert Rémillard (SRC) — réalisation de Jean Faucher
- 1962 Absolvo te, téléroman de Jean-Robert Rémillard (SRC) — réalisation de Jean-Robert Rémillard
- 1963 Inquisition, dramatique de Diego Fabbri (SRC) — réalisation de Louis-Georges Carrier
- 1982 À voix basse, dramatique de Gilles Archambault (SRC) — réalisation de James Dormeyer
- 1983 Les Noces de juin (SRC)
- 1983-1985 La Vie promise, téléroman de Marcel Dubé (SRC)
- 1991-1995 Scoop (SRC), série de Fabienne Larouche et Réjean Tremblay (rôle : Émile Rousseau, un magnat de la presse)
- 1995 L'Affaire Coffin (série Les Grands Procès) — réalisation de Jean-Claude Labrecque
- 2002-2003 Tabou (TVA) — téléroman de Michel d'Astous et Anne Boyer — (rôle : Normand Bélanger, un ancien professeur pris de démence)

### Comme compositeur

#### Cinéma
- 1957 La Belle Rombière, de Guillaume Hanoteau et Jean Clevers, 1951
- 1961 La Patinoire de Gilles Carle
- 1964 Trouble-fête de Pierre Patry
- 1972 Quelques arpents de neige de Denis Héroux
- 1974 Les Beaux Dimanches de Richard Martin
- 1984 Mes voyages en Canada de Marc Blais (Cf. Escale 84)
- 1991 The Dance Goes On (Norstar) de Paul Almond
- 2002 Rivières d'argent de Michel Gauthier

#### Télévision
- 1962 Par-delà les âges (SRC)
- 1962 Le temps qu'il fait (SRC)
- 1962 Debureau (SRC)
- 1965 Tuez le veau gras (SRC)
- 1966 Au retour des oies blanches (SRC)
- 1968 Table tournante (SRC)
- 1968 Virginie (SRC)
- 1968 Médie (SRC)
- 1968 Manuel (SRC)
- 1969 La Cellule (SRC)
- 1969 Florence (SRC)
- 1969 Bilan (SRC)
- 1971 Des souris et des hommes (SRC)
- 1971 Les Deux Valses (SRC)
- 1971 Entre midi et soir (SRC)
- 1971 L'Échéance du vendredi (SRC)
- 1971 Le Temps des lilas (SRC)
- 1972 La Perdrière (SRC)
- 1972 Le Naufrage (SRC)
- 1974 Les Beaux Dimanches de Richard Martin
- 1974 Une femme en bleu au fond d'un jardin de pluie (SRC)
- 1974 Millionnaire à froid (SRC)
- 1974 Le Pélican (SRC)
- 1980 Juste un souvenir (SRC)
- 1981 Les Fils de la liberté (SRC)
- 1988 Bon Dimanche, musiques d'enchainement de la chronique artistique (TVA)
- 1991-1995 Scoop (SRC)

### Concerts

#### DVD
- 2005 Claude Léveillée en spectacle. (Spectacle « La froide Afrique » présenté à la Place des Arts en 1977) (Zone 3, ZDVD561)
- 2010 1 fois 5. (Avec Gilles Vigneault, Jean-Pierre Ferland, Robert Charlebois et Yvon Deschamps / Enregistré le 23 juin 1976 à Montréal) (GSI Musique, Gsidvd0578)

## Théâtre

### Comme acteur
- 1957 La Tour Eiffel qui tue, de Guillaume Hanoteau, 1946 (par le Théâtre de Quat'Sous, dir. Paul Buissonneau) —
- 1958 Les Oiseaux de lune, de Marcel Aymé, 1955 (au Théâtre de la Comédie-Canadienne) — rôle principal

### Comme compositeur de théâtre
- 1956 Orion le tueur, de Jean-Pierre Grenier et Maurice Fombeure, 1946 (au Festival national d'art dramatique, Centre Saint-André-Apôtre) — partie musicale de cette pièce mise en scène par Paul Buissonneau

### Comme compositeur de revues ou comédies musicales
- 1963 Les Éphémères sur un livret de Paul Buissonneau. Remise deux fois, elle ne fut finalement jamais jouée.
- 1964 Gogo Loves You (Off-Broadway à New York), sur un livret d'Anita Loos et Gladys Shelley (en) (composé en 1961)
- 1964 Le Doux Temps des amours, livret de Louis-Georges Carrier
- 1965 Il est une saison, livret de Louis-Georges Carrier
- 1966 Ne ratez pas l'espion, livret de Louis-Georges Carrier
- 1967 Elle tournera la Terre, livret de Louis-Georges Carrier
- 1967 On n'aime qu'une fois, livret de Louis-Georges Carrier
- 1968 L'Arche de Noé, livret de Louis-Georges Carrier
- 1968 Les Posters, livret de Louis-Georges Carrier
- 1973 Pour cinq sous d'amour
- 1975 L'été s'appelle Julie, livret de Louis-Georges Carrier

### Comme compositeur de contes
- 1972 Le dict de l'aigle et du castor, conte de Gilles Vigneault

### Ses partitions et textes de chansons
- 1971 L'Étoile d'Amérique, recueil de textes de chansons de Claude Léveillée (Leméac)
- 1978 Le Long Voyage, recueil de partitions
- 1990 Claude Léveillée, recueil de partitions

## Prix et distinctions
- 1962 - Grand prix du disque canadien, de la station radiophonique CKAC[3]
- 1966 - Grand prix auteur-compositeur-interprète (Prix La Bolduc) du Festival du disque[3]
- 1977 - Prix de l'Académie Charles-Cros de Paris, pour le disque 1 fois 5[3]
- 1995 - Médaille Jacques-Blanchet, de la succession Jacques Blanchet
- 1996 - Officier de l'Ordre du Canada[19]
- 1998 - Chevalier de l'Ordre national du Québec[20]
- 1998 - Chevalier de la Légion d'honneur de France
- 1999 - Félix hommage au Gala de l'ADISQ
- 2004 - Félix de la compilation de l'année
- 2005 - Intronisé au Panthéon des auteurs et compositeurs canadiens, avec sa chanson Frédéric[21]
- 2007 - Prix Sylvain-Lelièvre, pour sa carrière exceptionnelle

## Hommages toponymiques
La rue George-d'Or portait, auparavant le toponyme de rue Léveillée en son honneur entre 1977 et 2006 dans l'ancienne ville de Beauport et ensuite dans la ville de Québec.

## Sources bibliographiques
: document utilisé comme source pour la rédaction de cet article.
- Claude Léveillée aux trapèzes des étoiles, par Daniel Guérard, chansons et poèmes*, Montréal, Éd. de l'Homme, Coll. « Paroles d'ici », 1990, 297 p.; 23 cm  (ISBN 978-2-7619-0908-2).
- Robert Thérien et Isabelle D'Amours, Dictionnaire de la musique populaire au Québec : 1955-1992, Québec, éd. Institut québécois de recherche sur la culture (IQRC), 1992, xxv, 580 (ISBN 2-89224-183-9).
- Robert Chamberland et André Gaulin, La chanson québécoise de la Bolduc à aujourd'hui, Nuit Blanche Éditeur, coll. « Les Cahiers du Centre de recherche en littérature québécoise. Anthologie », 1994, 593 p. (ISBN 978-2-921053-28-0).
- Robert Giroux, Constance Havard et Rock La Palme, Le guide de la chanson québécoise [avec index], Paris : Syros/Alternatives  (ISBN 2-8673-8670-5); Montréal : éd. Triptyque, coll. « Les guides culturels Syros », 1996 (1re éd. 1991), 179 p., 22 cm (ISBN 2-89031-124-4).
- Claude Léveillée, par Marie-Josée Michaud, Montréal, Art Global,
  - Tome 1, 2004, 380 p.  (ISBN 2-9207-1890-8 et 978-2-9207-1890-6) — de sa naissance à son retour de Paris en 1960. 
  - Tome 2, 2008, 480 p.  (ISBN 978-2920-71895-1) — de 1960 au 27 avril 2004.

## Mariages
Micheline Guernon (mère de son fils Pascal);
Monique Miller;
Francine Massé;
Hélène LeTendre LeBlond 1986-2011.